# Åsjön (Bäckebo socken, Småland)
Åsjön är en sjö i Högsby kommun och Nybro kommun i Småland och ingår i Alsteråns huvudavrinningsområde. Sjön har en area på 0,822 kvadratkilometer och ligger 77 meter över havet. Åsjön ligger i Alsteråns vattensystem Natura 2000-område. Sjön avvattnas av vattendraget Alsterån.

## Delavrinningsområde
Åsjön ingår i det delavrinningsområde (632033-151723) som SMHI kallar för Inloppet i Hultsnäsesjön. Medelhöjden är 82 meter över havet och ytan är 43,42 kvadratkilometer. Räknas de 44 avrinningsområdena uppströms in blir den ackumulerade arean 1 158,54 kvadratkilometer. Avrinningsområdets utflöde Alsterån mynnar i havet. Avrinningsområdet består mestadels av skog (89 %). Avrinningsområdet har 2,54 kvadratkilometer vattenytor vilket ger det en sjöprocent på 5,8 %.